# Rutledge (Misuri)
Rutledge es un pueblo ubicado en el condado de Scotland en el estado estadounidense de Misuri. En el Censo de 2010 tenía una población de 109 habitantes y una densidad poblacional de 316,43 personas por km².

## Geografía
Rutledge se encuentra ubicado en las coordenadas 40°18′50″N 92°5′15″O / 40.31389, -92.08750. Según la Oficina del Censo de los Estados Unidos, Rutledge tiene una superficie total de 0.34 km², de la cual 0.34 km² corresponden a tierra firme y (0%) 0 km² es agua.

## Demografía
Según el censo de 2010, había 109 personas residiendo en Rutledge. La densidad de población era de 316,43 hab./km². De los 109 habitantes, Rutledge estaba compuesto por el 100% blancos, el 0% eran afroamericanos, el 0% eran amerindios, el 0% eran asiáticos, el 0% eran isleños del Pacífico, el 0% eran de otras razas y el 0% pertenecían a dos o más razas. Del total de la población el 0.92% eran hispanos o latinos de cualquier raza.